# Hirtella physophora
Hirtella physophora är en tvåhjärtbladig växtart som beskrevs av Carl Friedrich Philipp von Martius och Joseph Gerhard Zuccarini. Hirtella physophora ingår i släktet Hirtella och familjen Chrysobalanaceae. Inga underarter finns listade i Catalogue of Life.